# 2000
2000 (MM) година е високосна година, започваща в събота според Григорианския календар. Тя е 2000-ната година от новата ера, последната от второто хилядолетие и първата от 2000-те.
Съответства на:
- 1449 година по арменския календар
- 7508 година по прабългарския календар
- 6750 година по асирийския календар
- 2950 година по берберския календар
- 1362 година по бирманския календар
- 2544 година по будисткия календар
- 5760 – 5763 година по еврейския календар
- 1992 – 1993 година по етиопския календар
- 1378 – 1379 година по иранския календар
- 1421 – 1422 година по ислямския календар
- 4696 – 4697 година по китайския календар
- 1716 – 1717 година по коптския календар
- 4333 година по корейския календар
- 2753 години от основаването на Рим
- 2543 година по тайландския слънчев календар
- 89 година по чучхе календара

## Събития
- 3-10 януари – Израел и Сирия провеждат разговори за мир.
- 5-8 януари – среща на Ал-Кайда, държана между най-важните членове на групата (включително и терористите от 9 септември) е проведена в Куала Лумпур.
- 6 януари – Последният натурален Пиренейски ибекс е намерен мъртъв под паднало дърво.
- 16 януари – започва предаването „Чай“ по Канал 1 с водещ Драгомир Драганов.
- 30 януари – Самолетът при полет 431 на „Кения Еъруейс“ се разбива в Атлантическия океан край бреговете на Кот д'Ивоар и убива 169 души
- 31 януари – Самолетът при полет 261 на „Аляска Еърлайнс“ се разбива в Тихия океан край бреговете на Пойнт Мугу, Калифорния и убива всички 88 души на борда.
- 19 април – Самолетът при полет 541 на „Еър Филипийнс“ се разбива близо до пистата в Самал, Давао дел Норте, Филипините и убива всички 131 души на борда.
- 1 юни – Първата българска частна национална телевизия bTV започва да се излъчва.
- 25 юли – Самолетът при полет 4590 на „Ер Франс“, изпълняван от „Конкорд“ на катастрофира при излитане от летище „Париж-Шарл дьо Гол в Париж, загиват 109 души на борда и 4 на земята.
- 12 август – Руската подводница „Курск“ потъва в Баренцово море, 118 души на борда загиват.
- 23 август – Самолетът при полет 072 на „Гълф Еър“ се разбива в Персийския залив близо до Манама, Бахрейн и убива 143 души.
- 15 септември – Откриват се XXVII летни олимпийски игри в Сидни, Австралия.
- 31 октомври – Самолетът при полет 006 на „Сингапур Еърлайнс“ се разбива при излитане от Тайпе и убива 83 души на борда.
- 7 ноември – В изпълнени с противоречия избори за президент на САЩ е избран Джордж У. Буш.
- 25 декември – Китай и Виетнам подписват споразумение за подялба на акваторията на Тонкинския залив.

## Родени
- 1 януари – Изис Гастон (Айс Спайс), американска певица
- 8 януари – Ноа Сайръс, американска актриса и певица
- 23 февруари – Фемке Бол, нидерладска лекоатлетка
- 6 март – Ивет Горанова, българска каратистка
- 15 март – Кристиан Костов, български поп певец
- 21 март – Джейс Норман, американски актьор
- 25 март – Джейден Санчо, английски футболист
- 27 март – Хали Бейли, американска актриса и певица
- 23 април – Клои Ким, американска сноубордистка от корейски произход
- 10 май – Даниел Върбанов, български актьор
- 28 май – Фил Фодън, английски футболист
- 10 юни – Диана Петкова, българска състезателка по плуване
- 22 юни – Изабел Овчарова - Изи, българска писателка
- 20 юли – Денис Теофиков, български попфолк певец († 2021 г.)
- 21 юли – Ерлинг Холанд, норвежки футболист
- 7 август – Петър Вуцов, български футболист
- 17 август – Лил Пъмп, американски рапър-певец
- 23 август – Боряна Калейн, българска гимнастичка
- 28 септември – Франки Джонас, американски актьор
- 31 октомври – Уилоу Смит, американска актриса и певица
- 13 ноември – Голдън Джоунс (24kGoldn), американски певец
- 20 ноември – Кони Талбот, британска певица
- 22 ноември – Аули'и Кравальо, американска актриса и певица
- 22 декември – Джошуа Басет, американски актьор и певец

## Починали
- Бочо Илиев, български стопански деятел (* 1904)
- Любен Димитров, български скулптор и художник (* 1904)
- ноември – Ненчо Станев, български политик (* 1925)

### Януари
- 4 януари – Стефан Гечев, български поет (* 1911)
- 6 януари
  - Алексей Въжманавин, руски шахматист (* 1960)
  - Илия Минев, български антикомунист (* 1917)
- 8 януари – Неделчо Чернев, български режисьор (* 1923)
- 15 януари – Желко Ражнатович, сръбски военен командир (* 1952)
- 17 януари – Дочо Шипков, български политик (* 1913)
- 19 януари -- Хеди Ламар, американска актриса от Австрия (* 1914)
- 20 януари – Славко Яневски, писател от Република Македония (* 1920)
- 25 януари
  - Стефан Кожухаров, български учен – литературовед (* 1934)
  - Симеон Пиронков, български композитор (* 1927)
- 26 януари – Алфред ван Вогт, писател с канадски произход (* 1912)

### Февруари
- 2 февруари – Тодор Попов, български композитор (* 1921)
- 9 февруари – Шобна Самарт, индийска актриса (* 1915)
- 11 февруари – Роже Вадим, френски актьор, режисьор и журналист (* 1928)
- 12 февруари – Чарлс М. Шулц, американски карикатурист (* 1922)
- 13 февруари – Огнян Дойнов, български политик и държавник (* 1935)
- 19 февруари
  - Марин Големинов, български композитор (* 1908)
  - Фриденсрайх Хундертвасер, австрийски архитект и творец (* 1928)
- 23 февруари
  - Тончо Жечев, български литературен критик и писател (* 1929)
  - Стенли Матюс, английски футболист (* 1915)
- 26 февруари – Йоанна Савойска, българска царица (* 1907)

### Март
- 9 март – Пенчо Богданов, български строителен инженер (* 1931)
- 14 март – Ханс Карл Артман, австрийски писател (* 1921)
- 16 март – Азаря Поликаров, български философ и физик (* 1921)

### Април
- 3 април – Милко Бобоцов, български шахматист и първият български гросмайстор (* 1931)
- 19 април – Крум Милев, български футболист и треньор (* 1915)

### Май
- 9 май – Тодор Кръстев, български футболист (* 1945)
- 21 май – Джон Гилгуд, британски актьор (* 1904 г.)
- 27 май – Морис Ришар, канадски хокеист (* 1921)

### Юни
- 3 юни
  - Атанас Душков, български писател (* 1909)
  - Невена Коканова, българска актриса (* 1938)
- 6 юни – Александър Кипров, български шахматист (* 1916)
- 9 юни – Ернст Яндл, немски поет и драматург (* 1925)
- 11 юни – Милчо Лалков, български историк (* 1944)
- 20 юни – Карл Микел, немски писател (* 1935)

### Юли
- 3 юли – Георги Трингов, български шахматист и вторият български гросмайстор (* 1937)
- 6 юли – Владислав Шпилман, полски пианист и композитор (* 1911)
- 13 юли – Ян Карски, полски офицер (* 1914)
- 16 юли – Дьорд Петри, унгарски поет (* 1943)
- 20 юли – Джоузеф Инрайт, американски морски офицер (* 1910)

### Август
- 9 август
  - Георги Чилингиров, български народен певец (* 1914)
  - Джон Харшани, американски икономист, лауреат на Нобелова награда за икономика през 1994 г. (* 1920)
- 17 август – Жак Моше Авдала, български сценограф и живописец (* 1927)
- 25 август – Стефка Благоева, български диригент (* 1938)

### Септември
- 5 септември – Карло Чипола, италиански икономист (* 1922)
- 20 септември – Станислав Стратиев, български писател и драматург (* 1941)
- 22 септември – Йехуда Амихай, израелски писател (* 1924)

### Октомври
- 2 октомври – Светозар Русинов, български композитор и музикален педагог (* 1933)

### Ноември
- 1 ноември – Стивън Рънсиман, британски историк (* 1903)
- 2 ноември – Симеон Симеонов, български футболист (* 1946)
- 6 ноември – Лион Спраг де Камп, американски писател (* 1907)
- 20 ноември – Вячеслав Котьоночкин, руски режисьор (* 1927)
- 22 ноември
  - Николай Генчев, български историк (* 1931)
  - Емил Затопек, чешки лекоатлет (* 1922)
- 25 ноември – Надежда Хвойнева, българска народна певица (* 1936 г.)
- 28 ноември – Малкълм Бредбъри, британски писател (* 1932 г.)

### Декември
- 6 декември – Светозар Вукманович-Темпо, югославски политик (* 1912 г.)
- 26 декември – Джейсън Робардс, американски актьор (* 1922 г.)

## Нобелови награди
- Физика – Жорес Алфьоров, Херберт Крьомер, Джак Килби
- Химия – Алан Хийгър, Алан Макдайърмид, Хидеки Ширакава
- Физиология или медицина – Арвид Карлсон, Пол Грийнгард, Ерик Кандел
- Литература – Гао Синцзян
- Мир – Ким Те Чжун
- Икономика – Джеймс Хекман, Даниел Макфадън